# انبارگاه (گچساران)
انبارگاه (گچساران)، روستایی از توابع بخش مرکزی شهرستان گچساران در استان کهگیلویه و بویراحمد ایران است.

## جمعیت
این روستا در دهستان لیشتر قرار دارد و براساس سرشماری مرکز آمار ایران در سال ۱۳۸۵، جمعیت آن ۱۲۹ نفر (۲۳خانوار) بوده‌است.